# Agastopsylla nylota
Agastopsylla nylota är en loppart som beskrevs av Hamilton Paul Traub 1952. Agastopsylla nylota ingår i släktet Agastopsylla och familjen mullvadsloppor.

## Underarter
Arten delas in i följande underarter:
- A. n. nylota
- A. n. euneomys